# إدوارد إدواردز (موسيقي)
إدوارد إدواردز (بالإنجليزية: Edward Edwards) (و. 1816 – 1897 م) هو موسيقي، وملحن من ويلز، والمملكة المتحدة لبريطانيا العظمى وأيرلندا، ولد في آبريستويث، توفي في آبريستويث، عن عمر يناهز 81 عاماً.